# Daniel Ramos
Daniel António Lopes Ramos, noto semplicemente come Daniel Ramos (Vila do Conde, 25 dicembre 1970), è un allenatore di calcio ed ex calciatore portoghese, di ruolo centrocampista, tecnico dell'Henan.